# Ulmbach zwischen Allendorf und Biskirchen
Ulmbach zwischen Allendorf und Biskirchen este o arie protejată (arie specială de conservare — SAC, sit de importanță comunitară — SCI) din Germania întinsă pe o suprafață de 13,13 ha, integral pe uscat.

## Localizare
Centrul sitului Ulmbach zwischen Allendorf und Biskirchen este situat la coordonatele 50°32′59″N 8°17′52″E / 50.5497°N 8.2978°E.

## Înființare
Situl Ulmbach zwischen Allendorf und Biskirchen a fost declarat sit de importanță comunitară în noiembrie 2004 pentru a proteja un număr necunoscut de specii din flora spontană și fauna sălbatică aflate în arealul zonei. Situl a fost protejat și ca arie specială de conservare în martie 2008.

## Biodiversitate
Situată în ecoregiunea continentală, aria protejată conține 3 habitate naturale: Cursuri de apă de la nivel de câmpie la nivel montan, cu vegetație Ranunculion fluitantis și Callitricho-Batrachion, Fânețe de joasă altitudine (Alopecurus pratensis, Sanguisorba officinalis), Păduri aluvionare cu Alnus glutinosa și Fraxinus excelsior (Alno-Padion, Alnion incanae, Salicion albae).
La baza desemnării sitului se află un număr nedeclarat de specii protejate.